# Пудега (река)
Пудега — река в России, протекает по Вологодскому району Вологодской области. Устье реки находится в 35 км по правому берегу реки Тошни. Длина реки составляет 27 км. Площадь водосборного бассейна — 137 км².

## Течение
Пудега начинается восточнее деревни Карповское (Старосельское сельское поселение) и в 35 км к юго-западу от Вологды. Генеральное направление течения — север, притоки — Матвейка, Кованка, Первушка (правые); Станковка (левый).
В нижнем течении берега Пудеги довольно плотно заселены, на реке стоит центр Пудегского сельсовета посёлок Уткино (левый берег) и ряд деревень Старосельского сельского поселения: Филино, Попадьино, Дор, Юрчаково, Ананьино, Жаворонково (правый берег); Огибалово, Никулино, Кожино, Сусолово (левый берег). Рядом с устьем Пудеги стоит нежилая деревня Палагино.

## Данные водного реестра
По данным государственного водного реестра России относится к Двинско-Печорскому бассейновому округу, водохозяйственный участок реки — Северная Двина от начала реки до впадения реки Вычегда, без рек Юг и Сухона (от истока до Кубенского гидроузла), речной подбассейн реки — Сухона. Речной бассейн реки — Северная Двина.
Код объекта в государственном водном реестре — 03020100312103000006479.